# Motmans

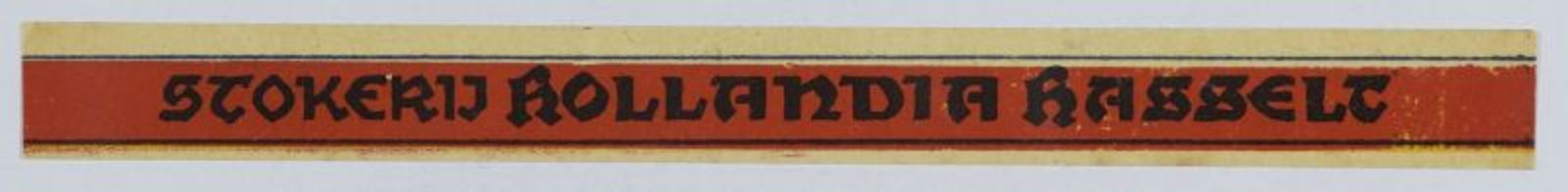
Halsetiket 'Stokerij Hollandia Hasselt' voor Motmans te Hasselt

Stokerij Motmans (ook gekend als Stokerij Motmans-Baptist en Stokerij Hollandia) was een Hasseltse stokerij van 1945 tot 2004.

## Geschiedenis
De stokerij wordt opgericht door Henri Motmans in 1945 aan de Nieuwstraat 50 in Kuringen onder de merknaam LIMODI (Likeuren Motmans Distillerie). De firma verhuist al snel naar de Sint-Janshoefstraat in Hasselt. De stokerij stookt zelf geen moutwijn maar versnijdt, vermengd of produceert door infusie likeuren en jenever. In 1947 verandert de naam in Likeurstokerij H. Motmans & Co wanneer Henri Motmans een alliantie aangaat met een Hasseltse boekhouder en verhuist de stokerij naar de Dalhiastraat en later naar een groter pand in de Grote Breemstraat. De samenwerking loopt slecht af.
In 1950 begint het echtpaar Motmans opnieuw met een zaak in de Nieuwstraat 166 in Kuringen onder de naam in Motmans-Baptist. In 1962 neemt hij likeurfabrikant Hollandia en de bijhorende merknaam over. In de jaren erna wordt geïnvesteerd in de aankoop van een automatisch afvultoestel voor wijnflessen in 1974, een kapsuleermachine in 1976 en meerdere versnijdingsvaten. In 1982 neemt zoon Roland de stokerij over. Bij diens dood in 2004 stopt de stokerij definitief.

### Henri Motmans
Henri Motmans wordt geboren op 25 mei 1918 in Kuringen. Hij werkt vanaf zijn 14de bij Stokerij Philips-Neven (later Nelissen). In 1939  treedt hij in het huwelijk met Germaine Baptist. Samen krijgen ze twee zonen: Roland en Clement. Henri overlijdt op 2 mei 2004 in Hasselt.

### Roland Motmans
Roland Motmans wordt geboren op 19 februari in 1943 in Kuringen. Hij begint in de stokerij te werken in 1966. Vanaf 1985 engageert hij zich in de Confrérie van de Hasseltse Jenever. In 1986 wordt hij lid van de raad van bestuur van het Jenevermuseum. Hij sterft op 16 maart 2004 in Hasselt.